# Apulia quadrimacula
Apulia quadrimacula är en insektsart som beskrevs av Walker 1851. Apulia quadrimacula ingår i släktet Apulia och familjen dvärgstritar. Inga underarter finns listade i Catalogue of Life.